# Tyche (astronomia)

Un'immagine artistica della Nube di Oort e della Fascia di Kuiper.

Tyche è il nome dato ad un ipotetico pianeta gigante gassoso situato nella nube di Oort, nelle regioni più esterne del sistema solare, proposto per la prima volta nel 1999 dall'astronomo John Matese dell'Università della Louisiana a Lafayette. Matese e il suo collega Daniel Whitmire sostenevano che le prove dell'esistenza di Tyche potessero essere trovate studiando i punti d'origine delle comete a lungo periodo. I due astronomi sostenevano che Tyche potesse essere rilevato nel file di dati raccolti dal telescopio spaziale WISE della NASA. Tuttavia, molti astronomi esprimevano scetticismo circa l'esistenza di questo oggetto. Nel 2014 la NASA, sulla base dell'analisi dei dati raccolti da WISE, ha escluso la presenza di un tale pianeta.

## Storia
Matese fu il primo a suggerire l'esistenza di questo pianeta nel 1999, basandosi sulle sue osservazioni delle orbite delle comete a lungo periodo. La maggior parte degli astronomi concordano sul fatto che le comete a lungo periodo (quelle con orbite di migliaia di anni) hanno una distribuzione isotropa, cioè arrivano casualmente da vari punti del cielo. Poiché le comete sono volatili e si dissolvono nel corso del tempo, gli astronomi credevano che esse fossero normalmente confinate in una nube sferica di decine di migliaia di UA, conosciuta come la nube di Oort, per la maggior parte della loro esistenza. Tuttavia, Matese affermava che i loro punti d'origine non erano punti casuali nel cielo come comunemente si pensava, ma che le orbite provenivano da una direzione inclinata rispetto al piano dell'orbita dei pianeti del sistema solare. Una possibile spiegazione è che le comete fossero influenzate da un oggetto invisibile, grande almeno quanto Giove o, eventualmente, da una nana bruna, che si troverebbe nella parte esterna della nube Oort. Un oggetto di tale massa potrebbe spiegare anche la peculiarità dell'orbita dell'oggetto transnettuniano Sedna. Tuttavia, la dimensione dei dati raccolti era piccola e i risultati furono inconcludenti.

## Orbita

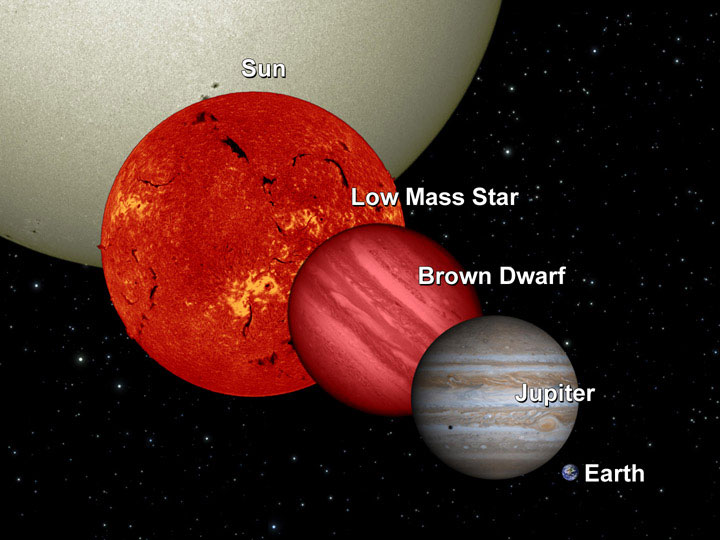
Immagine artistica che mette a confronto le dimensioni del Sole, di una stella di piccola massa, di una nana bruna, di Giove e della Terra.

Whitmire e Matese ipotizzavano che l'orbita di Tyche fosse stata di circa 500 volte la distanza di Nettuno dal Sole (15.000 UA), poco meno di un quarto di anno luce, ben dentro la nube di Oort, il cui confine esterno è stimato essere a 50.000 UA. Il periodo orbitale sarebbe di circa 1,8 milioni di anni. I dati suggerivano che l'oggetto sarebbe stato pari ad almeno 5 masse gioviane se posto ad una distanza superiore alle 10.000 UA. Questo pianeta avrebbe orbitato in un piano diverso rispetto al piano orbitale dei pianeti conosciuti del sistema solare, e si sarebbe potuto formare facendo parte di un sistema binario. Sistemi binari larghi possono formarsi attraverso la cattura di un oggetto durante la dissoluzione di un ammasso stellare aperto.

## Massa
Whitmire e Matese ipotizzavano che il pianeta fosse fino a quattro volte più grande di Giove e con una temperatura di circa 200 K (-73 °C), relativamente alta a causa del calore residuo derivante dalla sua formazione e dal riscaldamento dovuto al meccanismo di Kelvin-Helmholtz. Anche se più massiccio di Giove, non avrebbe avuto massa sufficiente a sviluppare nessuna reazione interna..

## Origine del nome
Tyche (in greco Τύχη, che significa "fortuna") era la dea greca della fortuna e della prosperità, sorella buona della temibile Nemesi. Il nome è stato scelto per evitare confusione con un'ipotesi precedente che ipotizzava che il Sole avesse un compagno chiamato Nemesis, che provocherebbe l'arrivo di comete nella parte interna del sistema solare interno, portando a estinzioni di massa sulla Terra.